# اریک برنات
اریک برنات (انگلیسی: Enric Bernat; ۲۰ اکتبر ۱۹۲۳ – ۲۷ دسامبر ۲۰۰۳) دانشمند و کارآفرین اهل اسپانیا بود، که در سال ۱۹۵۸ شرکت چوپا چاپس را تأسیس کرد..